# Simulium neoviceps
Simulium neoviceps es una especie de insecto del género Simulium, familia Simuliidae, orden Diptera.
Fue descrita científicamente por Craig, 1987.